# RD-Style
RD-Style（RDスタイル）とは、東芝（現：ハイセンスグループ・TVS REGZA）が販売していたHDD&DVDレコーダー（RDシリーズ）に「テレビ番組をHDDにどんどん録画し、とっておきたい番組のみ編集してDVDに保存する」という東芝が提唱する利用形態に付けられたブランド名称である。
一部では機種名を「RD-Style」と呼称している場合もあるが、機種名そのものは正しくは「RD」（あーるでぃー）である。

## 概要
2001年4月27日に世界初のHDD&DVDレコーダー（RD-2000）が発売された。RD-2000は当初2000年末に発売される予定であったが、ソフトウェアの開発遅延により4ヶ月発売が延期された。発売されてからもバグやHDDの起動不良問題などが頻発したが、とりわけ他社には負けない編集力の強さやパソコンとの連携など高機能さで録画マニアに根強い人気を獲得していった。機能を追求することによって初心者には使いにくいものになったために2005年に初心者向けのカンタロウを発売した。
2006年5月以降に発売したデジタルチューナー搭載機は型番はRDを名乗るが、VARDIAシリーズとして独立している。そして同年11月にはデジタルチューナー非搭載機・搭載機ともVARDIA以前のモデルがカタログから消え（HDDなしのVHS+DVD機のみ残る）、RD-Style・カンタロウの名は消えた（製品ブランドをVARDIAに変更後もデジタルビデオ録画機としての基本部分の多くはRDシリーズからVARDIAシリーズに継承されている。VARDIAへのブランド名称変更後の詳細は当該記事を参照）。
なお対応するDVDはかつてはDVD-RとDVD-RAMだけだったが、2003年に発売したRD-XS31からDVD-RWにも対応した。ただ東芝ではDVD-RWに関しては使い分けができる人だけが使う（使い分けができない人はDVD-RW（DVD-RのVRモードも）を使わない）よう、説明書に記載している。これはDVD-RWがVideoモードかVRモードのフォーマットを選択しなければならないためである。そのためRD-XS31、XS41、X4（バージョンアップにより対応）、XS35、XS32、XS33、XS24、XV33はDVD-RWのVRモードでの録画は不可能でDVD-Rへのダビングの試験用という位置付けだった。
またHDDのみ搭載した異色の機種RD-H1を2005年春に発売している。ネット上のみのテストマーケティング的位置づけの販売であったが、初回予約時は用意した1000台が3時間で完売してしまった。その入手の困難さから「幻のレコーダ」とも言われたほどであった。
東芝はDVDフォーラムの中核企業であることから、+規格を策定したDVD+RWアライアンスそのものの存在を認めておらずその為に+Rや+RWへの対応は行わない方針である（ROM化した+Rディスクでは再生出来る場合あり）。カタログの裏表紙などに書かれている「DVDをお買い求めのお客様へ」（サポートトップページの一番下にも記載あり）に、名指しこそしていないもののDVD+RWアライアンスへの不快感が現れている。
RD-2000時代のバグ問題から現在でもユーザー同士の情報交換は活発であり、パソコンとの融合以降はRD用のフリーソフトもリリースされている。
デジタルチューナー搭載モデルの投入は他社と比べてやや遅い方であったが、新製品で一気に巻き返しを図らんとしている。特にRD-XD71はデジタルチューナー搭載モデルとしては低価格だったため、2006年夏までたびたび売上1位を維持していた。
2007年10月9日にデジタルチューナー非搭載モデル11機種もマイクロソフトの最新版ブラウザであるInternet Explorer 7.0への対応をバージョンアップで可能となった。
EPGにADAMS-EPGを採用していた唯一のメーカーである。ADAMS-EPGはテレビ朝日系列局がない地域では利用できないため、それを補う意味でインターネットから番組表を取得している。これが「WEPG」である。
「W録」（第4805943号）「WEPG」（第4872961号）は株式会社東芝の登録商標である。

## 年表
- 2001年4月 世界初のHDD&DVDレコーダー・RD-2000を発売
- 2002年
  - 11月 RD-XS30から生産国が中国に移管される。
  - 12月 DVDレコーダー初のiEPGから録画予約ができる「ネットdeナビ」を搭載したRD-XS40を発売。CMキャラクターに矢井田瞳を採用
- 2003年5月 DVD-RWにも対応したレコーダーRD-XS31を発売
- 2004年8月 世界初のアナログダブルチューナー搭載（W録）のレコーダー・RD-XS43/RD-XS53発売。RD-XS53にはRDからスカパー!チューナーを操作できるDVDレコーダー初のスカパー!連動機能にも対応した。CMキャラクターに藤原紀香を採用
- 2005年
  - 4月 HDDレコーダー・RD-H1発売（ネット直販のみ）
  - 4月 デジタルハイビジョンチューナー搭載HDD内蔵DVD・レコーダー・RD-Z1発売
  - 6月 自動番組追跡とおまかせ自動録画に対応したRD-XS37/RD-XS57発売。CMキャラクターに松井秀喜を採用
- 2006年
  - 2月 デジタルハイビジョンチューナー搭載VHS搭載3in1レコーダー・RD-XV81を発売
  - 5月 デジタルハイビジョンチューナーを2基搭載し、デジタルW録を実現したレコーダー・RD-XD72D/RD-XD92Dを発売。新ブランド名をVARDIAとした
  - 7月 VARDIAブランドのフラグシップとして世界初のHD DVDレコーダー・RD-A1を発売。久々の日本製。

## 機能の特徴
シリーズ全体としての主な特徴（機能的な観点での長所・注意点など）は以下の通り。

### 長所
- PCとの連携機能がXS40（後述）に初めて搭載されて以来、一部の廉価版機種を除いてPCでのタイトル名の編集やネット上の電子番組表で番組情報が取得できる。後継機種ではさらに録画番組をPCとやり取りできるようになるなど機能の拡充が図られた。
- チャプタ方式を最初から編集機能に取り入れて以来、長らく編集機能が豊富である。
  - DVD-Video化の際に弊害となるカット編集時の余分な映像混入を避けるためにGOPシフト機能を導入（XS41以降）。
- 自機内で出力→入力を折り返した回路を利用したダビング機能（ラインUダビング機能）により、他のレコーダー作成のDVDの映像取り込みや、設定ミスで作成された録画物の再記録に対応。
- 二重音声放送（主音声+副音声）での録画以外でも、DVD-VRモード再生でステレオ音声のL/R選択切り替えが可能[2]。
- 外部入力の際のライン入力音声を二重音声（主音声+副音声）として録画[3]するよう設定が可能（XS41以降）。この設定を正しく行わない場合は繋いでいる相手の機器の設定に関係なく、ライン入力からの音声は全てステレオ音声となる[4]。なお、一旦ステレオ音声として録画されたものは前述のラインUダビング機能を利用しても自機のみでは二重音声化することは不可能[5]。
- VHSデッキなどからダビングする際に録音レベル調整が可能であり、モノラルVHSなど録音レベルが低いテープからのダビングの際に効果を発揮する。他のメーカーではパイオニアもDVD/BDレコーダーに搭載していた。
- DVD-RAMの物理フォーマットが可能（XS30以降）。さらにカートリッジDVD-RAMが使用できる機種も多い。
- DVD-VRフォーマットの録画では、録画レートの設定を0.2Mbps刻みで細かく設定することが可能。デジタル録画においては主に「解像度」と「録画レート」が画質に影響を与えるが、1枚のDVDメディアに収めることができるギリギリの録画レートを指定することができる。
- 音声の設定にリニアPCMの選択設定が可能[6]。
- 録画タイトルのHDD内管理にフォルダを利用可能（X4EX以降。ただし1段階、最大24フォルダ）。
- DVD-VRおよび同シリーズ機種作成のDVD-Video（XS41以降）を、無劣化でHDDに取り込み可能。
- 同機能搭載機で作成の未ファイナライズDVD-Videoディスクの再生と追加書き込み、別途ファイナライズが可能（XS41以降）。
- S1信号の入出力に対応。
- ID-1信号の入力に対応（出力はなし）。
- 再生時のワイド映像出力のサイドカット（詳細は映像のコンバートを参照）に対応。
- リモコンの操作コードが複数台分装備（XS41以降は3種類。それ以前は2種類）。
- 「プレイリスト」の概念の採用により、録画タイトルおよびチャプターを用いて新たな仮想タイトルを作成することが可能。

### 注意点・考慮点
- 機能が同時期の他社製品に比べて多い傾向があり取扱説明書の分量が多く、初心者にとって他社製品に比べて多少使い難い印象がある（「出来ること」の多さとのトレードオフである）。
- HDDの断片化（フラグメンテーション）による動作不良を避けるためオリジナルタイトルの編集時にチャプター削除せず、必要なチャプターをプレイリストを作成してダビング後にHDDに残った不要なチャプターのみのタイトルを削除するよう推奨している。なお、断片化を軽減するパソコンのデフラグツールの様な機能が搭載されたレコーダーがパイオニアなどから発売されていた（XD92D以降は自動フラグメンテーション対応機能あり）。
- DVD-Videoモードに録画・ダビングした場合、編集位置（チャプターの分割位置や削除位置）はフレーム単位の精度ではなくGOP単位の精度の位置に移動する（これはDVD-Videoモードの規格上の制限なので、全機種・全メーカーに共通する。将来的にも不変）。
- 二重音声放送の番組をDVD-Videoモードで記録することは不可能で、主音声か副音声かのいずれかを選択する仕様である。録画時の設定を誤る（特に外部入力からの録画の場合）と左右から主音声と副音声が同時に再生され音声の切り替えが不可能[7]な2chステレオ音声で記録される[8]。
- デジタル放送のマルチ音声信号の番組[9]をDVD-VRで録画する場合は、録画時或いは予約録画設定時に予め音声信号の選択を設定する必要がある[10]。

## 機種（RDシリーズとその後継機種の系譜）
記順は発表・発売の順番。特徴は主な差分情報。

### RDブランドの型番機種

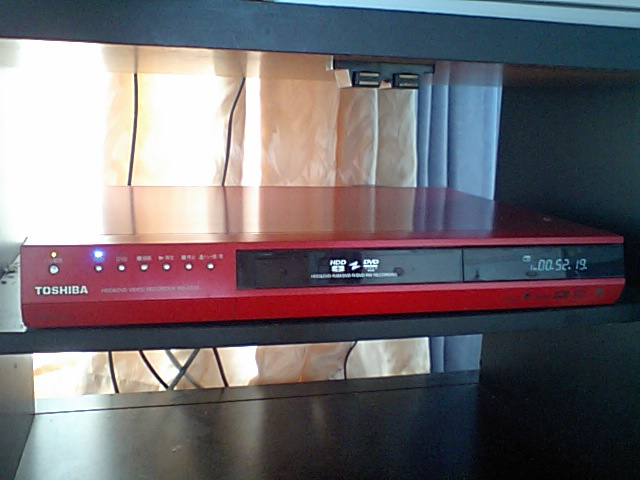
RD-XS33

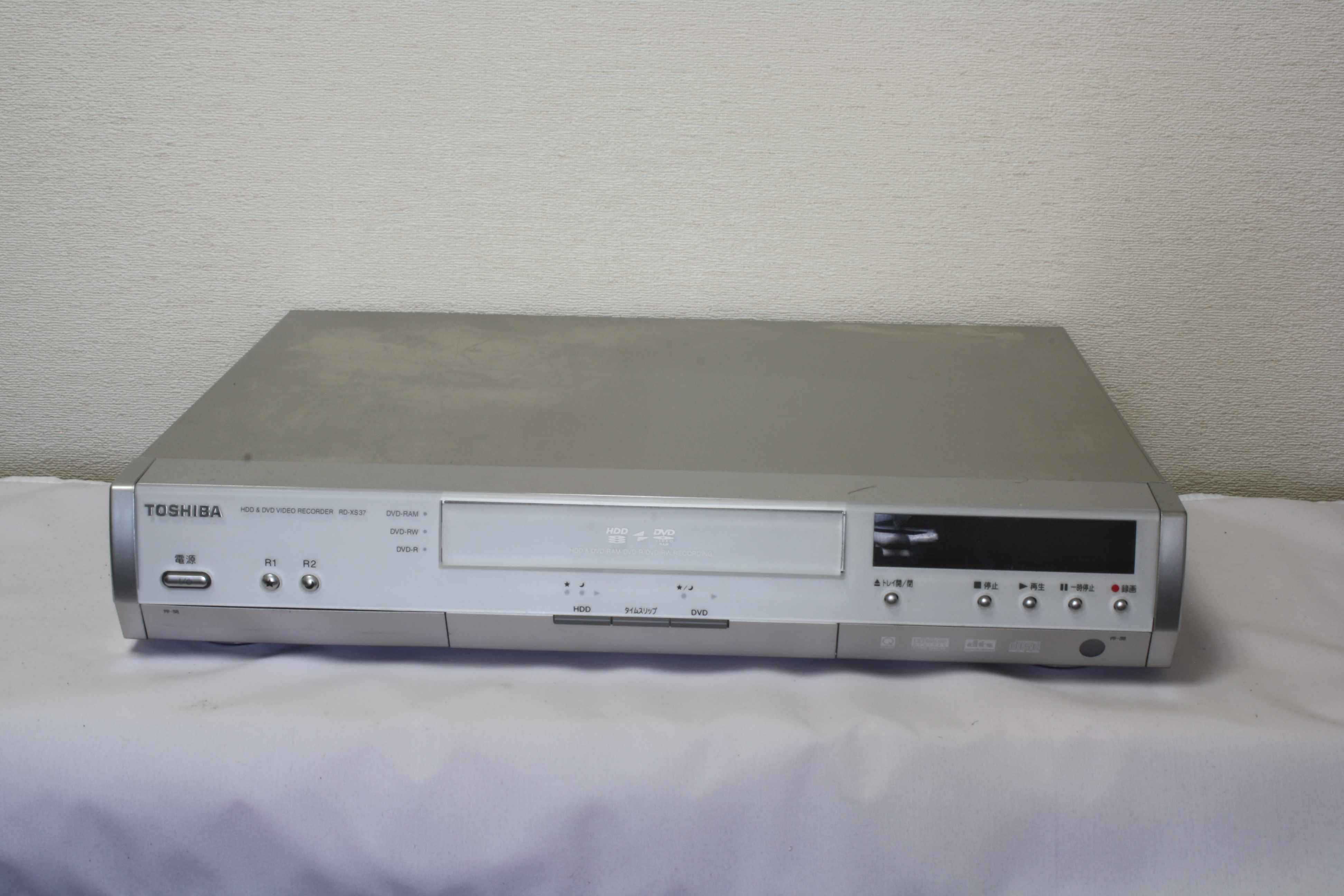
RD-XS37

RD-2000
初のHDD（30G）搭載機／録画・再生メディア→DVD-RAMのみ／D1出力端子／同軸デジタル音声出力端子／他に標準搭載機能（後述）
RD-X1
HDD：80G／RD-2000相当機能の録画・再生メディアにDVD-R、放送映像ゴースト軽減機能を追加
RD-X2
X1と同仕様の廉価版（放送映像ゴースト軽減機能の削除や端子数の削減など）
RD-XS30
HDD：60G／X2相当機能から同軸デジタル音声出力端子を削減／削除などの所要時間が飛躍的に短縮
RD-XS40
HDD：120G／XS30相当機能にネットワーク端子を追加（ネットワーク連携機能を初搭載）／再生中（追っかけ再生中を含む）でもチャプター分割が可能になる／一括削除時の指定でタイトル／チャプターを自由に組み合わせ可能になるなど細かい部分の操作系の使い勝手が向上
RD-X3
HDD：160G／XS40相当機能に放送映像ゴースト軽減機能と同軸デジタル音声出力端子を追加／プログレッシブ出力に初の対応／D2出力端子
RD-XS31
HDD：80G／X3相当機能から放送映像ゴースト軽減機能と同軸デジタル音声出力端子を削減／再生・録画メディアに始めてDVD-RWを追加（録画はVideoモードのみ）／D1出力端子／リモコンコードを3種類に増強／搭載DVDドライブをパナソニック製から東芝製に変更
RD-XS41
HDD：160G／初代RDエンジン搭載1号機／D2出力端子／スカパーチューナー連動端子／編集機能にGOPシフト機能を初搭載
RD-XS32
HDD：80G／D2出力端子／ネットワーク端子なし
RD-XS35
HDD：160G／D2出力端子／ネットワーク端子なし
RD-X4
HDD：250G／XS41相当機能に放送映像ゴースト軽減機能を追加／ファーム追加バージョンアップ（X4EX化）搭載機／ファームバージョンアップにより電子番組表及びDVD-RWのVRモード録画が利用可能
RD-XS33
RD-XS53
2004年8月発売。シリーズ初の2番組同時録画（同時刻でチャンネルが異なる2番組を録画できる）を実装「W録（だぶろく）」の愛称で親しまれる
さらにスカパー!チューナーをXS53側で操作し、スカパー!の番組録画を録画しやすくした「スカパー!連動」を実装
RD-XS43
2004年8月発売。XS53の廉価版、スカパー!連動非対応やHDD容量が異なる以外はXS53と同じである
RD-XV33
初のDVD+VHS+HDD併載機種（XVシリーズの1号機）
RD-XS34
RD-XS24
RD-XS36
RD-X5
2004年11月発売。RDでは初の大容量HDD600GB（300GBx2）を搭載し、安定性が抜群であったため結構な数が売れた
RD-XS46
RD-XV34
RD-XV44
RD-Z1
2005年3月発売。初のデジタル放送用チューナー搭載機（HDDへのTS録画が可能）
RD-H1
HDD：250GB／初のHDD専用レコーダー。Lanを使用してPCや他のLan搭載のRDへネットワーク経由でのダビングが可能
RD-H2
RD-XS37
RD-XS57
2005年6月発売。XS53の後継機種。しかしHDDは320GB→300GBになっている
恐らく、XS53では160GB×2のHDDでXS57では300GB一つになったと思われる
RD-XD71
XD91、X6とともに2005年11月発売。HDD：200GB
RD-XD91
HDD：400GB／HDMI端子搭載
RD-XS38
2005年12月発売。
RD-X6
RD-XS48
2006年2月発売。XS38の上位機種。最後のアナログWチューナーモデル
RD-XV81
2006年2月発売。デジタルチューナーを搭載したDVD+VHS+HDD併載機種
RD-T1
X6をベースに初のHDD1TB（500GBx2）を搭載した受注生産モデル
RD-X7
2008年6月発売
RD-X8
2008年11月発売。SD映像などを高精細に表示できる技術「XDE」を搭載
RD-X9
RD-X10
最終型

### AKブランドの型番機種
カンタロウシリーズ。型番の頭はAK。RDシリーズとは正反対の設計思想から、ボタン数を極力少なくするなどの初心者向けとして位置付けられていた。2005年頃からパナソニックのDIGAが操作の簡単さを前面に出し好評を博しシェアを伸ばしていたことへの対抗策であった。EPGはADAMS-EPGのみである。ネーミングは自社のポータブルDVDプレイヤーの「ポータロウ」に倣っている。2006年11月、VARDIAに統合される形で姿を消した。
カンタロウ AK-G200
2005年6月発売。XVシリーズを独立ブランド化した1号機（XVシリーズの後継機種）
カンタロウ AK-V200
カンタロウ AK-V100
カンタロウ AK-G300
カンタロウ AK-G100

### Dブランドの型番機種
HDDを搭載しないDVD単体レコーダー（VHSとの併載も含む）を基本にした機種。DVDレコーダー機能の部分はRDシリーズを踏襲している。
D-R1
DVD単体レコーダー（HDDはなし）／DVD部はXS31相当／D1出力端子／ネットワーク端子なし
D-VR1
初のDVD+VHS併載機種（HDDはなし）／D-R1にVHSレコーダー機能を搭載
D-VR2
D-VR3
D-VR5
2006年11月発売。後継のD-VR7とは違いDVD-RAMへの録画も可能。2007年末で生産終了
D-VR7
2008年3月発売。HDD非搭載のDVD/VHSモデル。アナログチューナーのみの最終モデルである。なおDVD-RAMは再生のみの対応である

### VARDIAシリーズ
VARDIAブランド以降の各機種詳細については当該記事を参照。
VARDIA RD-XD72D
VARDIA RD-XD92D
RD-XD91/X6の後継機。VARDIAブランドの1号機
VARDIA RD-A1
シリーズ初、そして世界初のHD DVD対応レコーダー
VARDIA RD-W300
RD-XV81の後継
VARDIA RD-E300
RD-XD71の後継
VARDIA RD-E160
当時の最下位モデル。主にアナログテレビにデジタルチューナー代わりに使うことを想定しているため、HDD容量は少なくHDMIも非搭載
VARDIA RD-S300
VARDIA RD-S600
RD-XD72D/XD92Dの後継機
HD DVD VARDIA RD-A300
HD DVD VARDIA RD-A600
VARDIA RD-S601
VARDIA RD-S301
VARDIA RD-E301
VARDIA RD-W301
HD DVD VARDIA RD-A301
事実上のHD DVD対応最終機種。×01シリーズと×00シリーズとの違いは、ダビング10への対応準備とレグザリンクの対応である
- 標準装備機能
  - 3次元Y/C分離回路
  - TBC（Time Base Corrector）
  - DNR（Digital Noise Reduction）
  - コンポジット出力
  - 光デジタル音声出力端子
  - DVD以外の光ディスクメディアへの対応→ビデオCD、音楽CD、CD-R／CD-RW（CD-DAフォーマット）の各再生は可。DVD-Audio再生には未対応

## コードネーム
2004年から2006年にかけて発売されたエントリー系を除く製品、2007年に発売されたRD-Aシリーズのコードネームは『機動戦士ガンダムSEED』などコズミック・イラ系ガンダムシリーズに登場するモビルスーツまたは戦艦の名前から取られている節がある。ただし、この件に関しては東芝の担当者たちは肯定も否定もしていない。

### RDブランド
- RD-X5：ハイペリオン
- RD-Z1：フリーダム
- RD-H1：ストライク
- RD-XS37：イージス
- RD-XS57：アーク
- RD-XD91：インパルス
- RD-XD71：セイバー
- RD-X6：エターナル

### VARDIAブランド
2006年後半発売の製品からはコードネームがついていないまたは不明なため、便宜上ここにまとめて記す。
- RD-XD72D：デスティニー
- RD-XD92D：レジェンド
- RD-A1：プロヴィデンス
- RD-A300/A600：オーディン
- RD-A301：ジークフリート

### REGZAブルーレイ ブランド
2010年秋冬の製品のコードネームをまとめて記す。
- RD-X10：ムラサメ

## 製品CM
- 2002年春 - 谷戸由李亜
- 2002年秋 - 矢井田瞳
- 2003年冬 - 藤原紀香
- 2005年夏 - 松井秀喜